# Alexis-Michel Eenens
Pour les articles homonymes, voir Eenens.
Alexis-Michel Eenens était un lieutenant-général, homme politique et historien militaire belge, né à Bruxelles le 29 juin 1805 et mort à Schaerbeek le 9 janvier 1883.

## Biographie

### Origines
Alexis-Michel Eenens, né à Bruxelles le 29 juin 1805, est le fils de Charles Eenens, marchand, et d'Anne Carlier. En 1869, Alexis-Michel Eenens épouse Adélaïde Gilain (1813-1883), fille du richissime industriel tirlemontois Jacques-Joseph Gilain (1792-1863). Leur fille unique Thérèse (1857-1912) épouse en 1877 l'écuyer puis vicomte Georges Terlinden (1851-1947), procureur général de la Cour de Cassation de Belgique.

### Carrière militaire
En 1825, il entre comme cadet à l'école d'artillerie et du génie de l'armée du Royaume uni des Pays-Bas à Delft. En 1828, il devient sergent-major dans la 4e compagnie de Breda. Le 5 janvier 1830, il est nommé sous-lieutenant d'artillerie du 5e bataillon d'artillerie en garnison dans la citadelle de Namur.
Il se signale lors des combats de la révolution belge de 1830 dans la province de Namur puis lors de la guerre belgo-néerlandaise par plusieurs actes de bravoure. Le 2 octobre 1830, tandis que le général néerlandais Josephus Jacobus van Geen (nl) s'apprête à bombarder Namur, Eenens groupe autour de lui les soldats belges et contraint le général à capituler. Il épargne ainsi aux Namurois une épouvantable calamité. Le 3 octobre 1830, il passe au service de la Belgique comme lieutenant d'artillerie et le 29 novembre 1830, il est nommé capitaine en second.
Le 25 mars 1831, lors d'une des tentatives néerlandaises de reprendre le contrôle de la Belgique, il contribue à la capture du général rebelle Van der Smissen qui voulait entraîner la garnison de la citadelle d'Anvers sur Bruxelles. Cette intervention permet de faire avorter un complot dangereux pour la jeune Belgique.
Lors de l'offensive néerlandaise de la « Campagne des Dix-Jours », en août 1831, Eenens, à la tête d'une batterie d'artillerie, ouvre le feu contre l'armée néerlandaise qui menaçait d'encercler la ville de Louvain. Cette canonnade permet de mettre en déroute plusieurs régiments de cuirassiers ennemis.
En janvier 1832, il devient capitaine-commandant et c'est en cette qualité qu'il assiste au siège d'Anvers en novembre et décembre 1832. En 1843, il est nommé major.
En 1834, il se bat en duel contre le capitaine Pariset, qui décède peu après. Traduit devant le Conseil de guerre, il est déclaré non coupable et est acquitté. En 1845, il est nommé lieutenant-colonel.
En mai 1859, il est nommé général-major et commande la 1ère brigade d'artillerie. Promu lieutenant-général et Inspecteur général de l’artillerie le 24 juin 1866, il reçoit en son hôtel particulier de la Chaussée de Haecht quelques personnalités de premier plan telles que le roi Oscar II de Suède ou le général Lebrun (aide de camp de l’empereur Napoléon III). C'est lors d'une rencontre avec ce dernier qu'il parvint à le convaincre de la valeur de l'armée belge et de l'intérêt, pour la France comme pour la Prusse, de laisser la Belgique en dehors des opérations. Mac Mahon renonce à passer par la Belgique et celle-ci échappe à la guerre.
Le 15 juillet 1870, le général Eenens est nommé commandant de la place d'Anvers. Le 19 juin 1873, il est admis à la retraite.

### Autres implications
Il est élu député à la Chambre des représentants en 1847. Il n'y siège que peu de temps étant rappelé à la vie militaire en février 1848. Il est nommé colonel le 24 juin 1853 et commande le 3e régiment d'artillerie.
On lui doit des mémoires et divers écrits dont l'un « Les Conspirations militaires de 1831² »  (publié en 1875) soulève une vive émotion et lui vaut un procès qu'il gagne. Le général n'hésitait pas à y accuser de trahison ou de vénalité un certain nombre de personnalités de l'époque, mais il critiquait également le prince Frédéric d'Orange-Nassau coupable, à ses yeux, d'avoir violé la convention d'armistice intervenue devant Louvain le 2 août 1831. Ses attaques sont vivement ressenties en Belgique et aux Pays-Bas, réponses et réfutations se succèdent sous la plume des descendants des généraux mis en cause. Pour éviter d'envenimer les relations belgo-néerlandaises, Léopold II décharge Eenens de ses fonctions d’aide de camp le 15 octobre 1875.
Il figure dans la liste des fondateurs de l'Université libre de Bruxelles.

## Hommages et distinctions
La commune de Schaerbeek a donné son nom à la « rue général Eenens » pour perpétuer sa mémoire.
Il a reçu les distinctions suivantes :
- Grand cordon de l'ordre de Léopold en 1873 (Belgique) ;
- Croix de Fer ;
- Chevalier de l'ordre du Saint-Sépulcre de Jérusalem (Vatican).